# نشان چکش (آلبوم)
«نشان چکش» آلبومی از منووار است که در سال ۱۹۸۴ میلادی منتشر شد.